# Primula dueckelmannii
Primula dueckelmannii är en viveväxtart som beskrevs av Alexander Gilli. Primula dueckelmannii ingår i släktet vivor, och familjen viveväxter. Inga underarter finns listade i Catalogue of Life.